# Julián de Guzmán
Julián “Bobby” de Guzmán (Toronto, 25 de março de 1981) é um futebolista canadense. Atualmente defende o Ottawa Fury FC.

## Trajetória
O jogador canadense, descendente de pais que migraram vindos da Jamaica e das Filipinas, com 169 m e 68 kg é um meio-campista que foi descoberto pelo Olympique Marseille em uma expedição de jovens jogadores em Toronto, Ontario, Canadá. Apesar de ter ficado algumas vezes no banco de reservas do Olympique Marseille, ele jamais fez uma partida oficial pela equipe, até ser negociado com o FC Saarbrücken, da Alemanha. Jogando pela segunda divisão da Bundesliga ele fez sua estréia como profissional. Em 2002, foi contratado pelo Hannover 96 para jogar a primeira divisão. Suas boas atuações chamaram a atenção do clube espanhol Deportivo La Coruña, do qual foi contratado em 2005. Em 2009 retornou para o seu país para jogar pelo Toronto FC junto com outro grande jogador canadense Dwayne De Rosario. "Bobby" é irmão mais velho do jogador Jonathan de Guzman, que joga atualmente no Napoli,da Itália.